# 瑞典國家男子籃球隊
瑞典國家男子籃球隊是瑞典的國家男子籃球隊。瑞典曾經九次參加歐洲籃球錦標賽的比賽，成績最好的一次是在1995年歐洲籃球錦標賽，瑞典獲得第11名。